# Uduba lavitra
Uduba lavitra is een spinnensoort uit de familie Udubidae. De soort komt voor in Madagaskar.